# Harley-Evangeliar

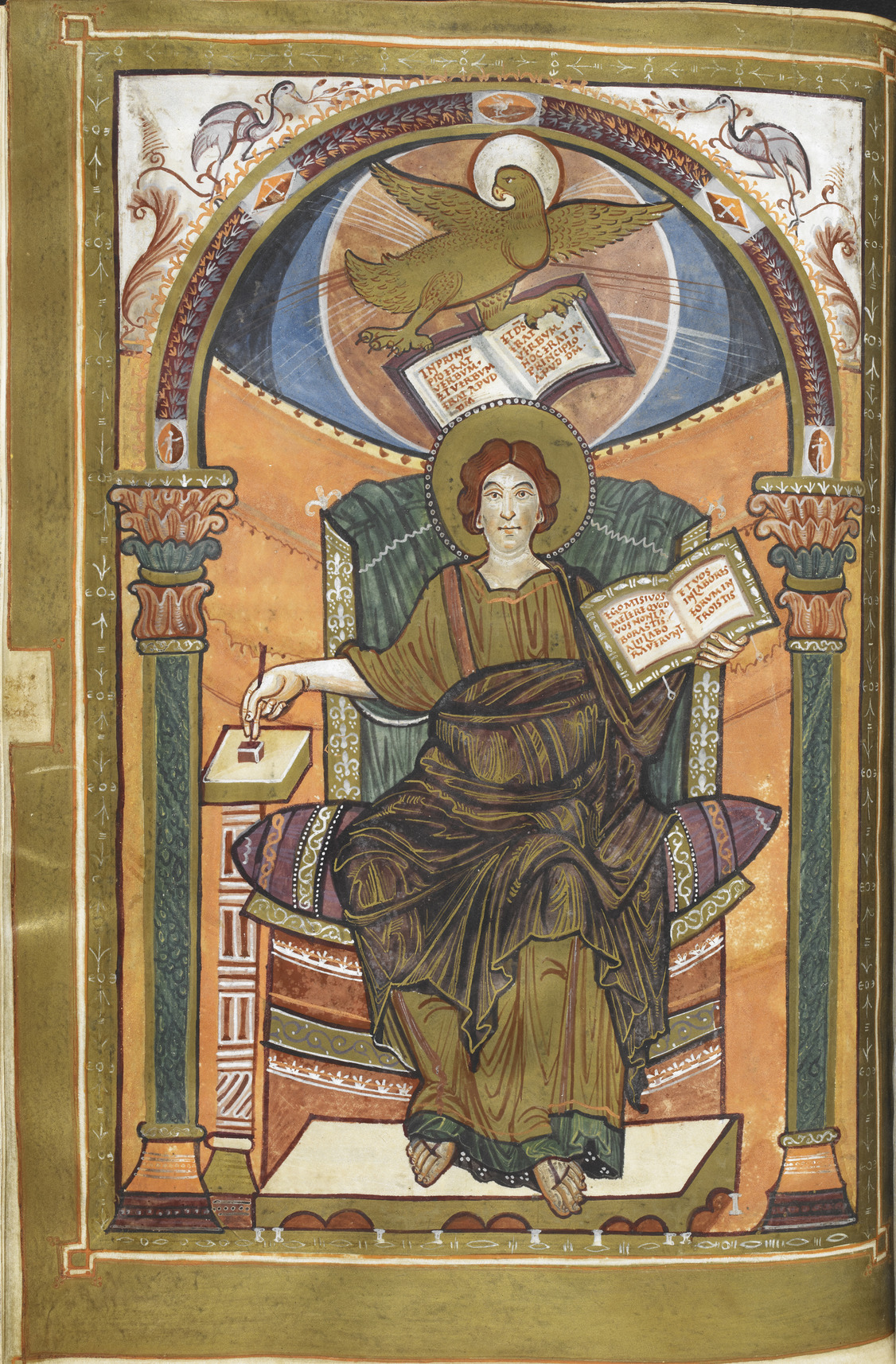
Evangelist Johannes, fol. 161^{v}

Das karolingische Harley-Evangeliar ist eine vor 800 an der Aachener Hofschule Karls des Großen entstandene Bilderhandschrift, die sich heute unter der Signatur Harley Ms. 2788 in der British Library in London befindet.
Die Handschrift zeichnet sich besonders durch ihre insgesamt zwanzig illuminierten und reich mit Dekormotiven ausgeschmückten Zierseiten aus, dazu enthält sie 366 gerahmte Textseiten. Es handelt sich damit um das erste vollständig erhaltene Exemplar eines Prachtevangeliars aus der Reihe der Hofschul-Handschriften.
Das Evangeliar erhielt seinen heutigen Namen nach seinem Besitzer im 18. Jahrhundert, Robert Harley, 1. Earl of Oxford and Mortimer, der es für seine Harleian Collection erwarb und mit der es 1753 vom Parlament für die British Library erworben wurde.